# 沃洛沙
51°7′46″N 26°24′38″E / 51.12944°N 26.41056°E
沃洛沙（烏克蘭語：Волоша），是烏克蘭的村落，位於該國西北部羅夫諾州，由薩爾內區負責管轄，始建於1916年，面積0.7平方公里，海拔高度162米，2001年人口220，人口密度每平方公里313.8人。